# Orthodon
Orthodon is een geslacht van straalvinnige vissen uit de familie van karpers (Cyprinidae).

## Soort
- Orthodon microlepidotus (Ayres, 1854)